# 149-та навчально-польова дивізія (Третій Рейх)
149-та навчально-польова дивізія (Третій Рейх) (нім. 149. Feldausbildungs-Division) — навчальна піхотна дивізія Вермахту за часів Другої світової війни.

## Історія
149-та навчально-польова дивізія була створена 12 березня 1945 року шляхом переформування резервних частин Головнокомандування Вермахту «Захід», що дислокувалася на той час у Нідерландах.

## Райони бойових дій
- Нідерланди (березень — травень 1945).

### Підпорядкованість
| Час        | Корпус | Армія   | Група армій (округ)                            | Штаб       |
| ---------- | ------ | ------- | ---------------------------------------------- | ---------- |
| 1945       |        |         |                                                |            |
| 12 березня | —      | 25-та А | Командування військ Вермахту «Північний Захід» | Нідерланди |

### Склад
| Березень 1945                                |
| -------------------------------------------- |
| 1301-й навчально-польовий гренадерський полк |
| 1302-й навчально-польовий гренадерський полк |
| 1303-й навчально-польовий гренадерський полк |
| 149-й об'єднаний дивізійний відділ           |